# Dušan Ivković
Dušan Ivković (in serbo Душан Ивковић?; Belgrado, 29 ottobre 1943 – Belgrado, 16 settembre 2021) è stato un allenatore di pallacanestro e cestista serbo.

## Palmarès

### Titoli nazionali
- YUBA liga: 1

Partizan Belgrado: 1978-79
- Coppa di Jugoslavia: 1

Partizan Belgrado: 1979
- Campionato greco: 3

PAOK Salonicco: 1991-92
Olympiakos Pireo: 1996-97, 2011-12
- Coppa di Grecia: 4

Olympiacos Pireo: 1996-97, 2010-11
AEK Atene: 1999-2000, 2000-01
- Campionato russo: 3

CSKA Mosca: 2002-03, 2003-04, 2004-05
- Coppa di Russia: 1

CSKA Mosca: 2004-05
- Coppa di Turchia: 1

Anadolu Efes: 2014-15
- Coppa del Presidente: 1

Anadolu Efes: 2015

### Titoli internazionali
- Coppa dei Campioni - Eurolega: 2

Olympiacos Pireo: 1996-97, 2011-12
- Coppa Saporta: 1

AEK Atene: 1999-2000
- Coppa Korać: 2

Partizan Belgrado: 1978-79
PAOK Salonicco: 1993-94
- ULEB Cup: 1

Dinamo Mosca: 2005-06

### Individuale
- Aleksandr Gomel'skij Coach of the Year: 1

Olympiacos: 2011-12
- A1 Ethniki allenatore dell'anno: 1

Olympiakos: 2011-12